# Mikołajek ma kłopoty
1. | poprzednia Wakacje Mikołajka | następna Nowe przygody Mikołajka |

|  | Cytaty w Wikicytatach |

Mikołajek ma kłopoty (fr. Le petit Nicolas a des ennuis) – piąta część serii o tytułowym bohaterze Mikołajku autorstwa francuskiego pisarza René Goscinnego z ilustracjami Jean-Jacques'a Sempégo. 
Książka została wydana pierwszy raz we Francji w 1964 roku. Polskie wydania, m.in. 1982 (pod tytułem Joachim ma kłopoty) i 1997. 

## W innych językach
- język czeski - Mikulášovy průšvihy